# Ерік Гарсетті
Ерік Майкл Гарсетті (англ. Eric Michael Garcetti; нар. 4 лютого 1971) — американський політик і дипломат, який з 11 травня 2023 року обіймає посаду посла США в Індії. Він був 42-м мером Лос-Анджелеса з 2013 по 2022 рік. Член Демократичної партії, він був вперше обраний мером на виборах 2013 року та переобраний у 2017 році . Колишній член міської ради Лос-Анджелеса Гарсетті обіймав посаду президента міської ради з 2006 по 2012 рік. Він був першим обраним мером міста-євреєм і другим поспіль мером мексиканського походження. Він був наймолодшим обраним мером Лос-Анджелеса за понад 100 років, йому було 42 на момент його інавгурації. Після висунення президента Джо Байдена і після попереднього невдалого висунення роком раніше, 15 березня 2023 року Гарсетті був остаточно затверджений на посаді посла в Індії Сенатом 52-42 голосами

## Ранні роки і освіта
Гарсетті народився 4 лютого 1971 року в Лос-Анджелесі та виріс у Енсіно в долині Сан-Фернандо. Він є сином Сукі (уроджена Рот) і Гіла Гарсетті, колишнього окружного прокурора Лос-Анджелеса.
Дід Гарсетті по батьковій лінії, Сальвадор, народився в Паррал, Чіуауа, Мексика. Його родина привезла Сальвадора до Сполучених Штатів у дитинстві після того, як його батько, Массімо «Макс» Гарсетті, був убитий через повішення під час Мексиканської революції . Макс іммігрував до Мексики з Італії. Він одружився з мексиканкою і став суддею. Його бабуся по батьківській лінії, Хуаніта Іберрі, народилася в Арізоні, одна з 19 дітей, народжених від батька-іммігранта з Сонори, Мексика, і матері, що народилася в Арізоні, і батько, і мати були мексиканцями.
Дідусь і бабуся Гарсетті по материнській лінії були єврейськими іммігрантами з території Російської Імперії. Його дід по материнській лінії, Гаррі Рот, заснував і керував брендом одягу Louis Roth Clothes. Сім'я Гарчетті святкувала Песах і Хануку, а він відвідував єврейський табір.
Гарсетті відвідував початкову школу в Лабораторній школі Університету Каліфорнії в Лос-Анджелесі, колишній початковій школі університету; і середню та старшу школу в Harvard-Westlake School . Під час навчання в середній школі він був членом Junior State of America, національної громадської організації та організації політичних дебатів для студентів.
Гарсетті спеціалізувався на політичних науках і міському плануванні та отримав ступінь бакалавра мистецтв у Колумбійському університеті в 1992 році як стипендіат Джона Джея . У той час він жив у Карман-Холлі та Фурнальд-Холлі, був членом студентської ради, був президентом студентського братства та літературного товариства St. Anthony Hall, заснував Columbia Urban Experience, був співавтором і виконавцем протягом трьох років Varsity Show , мюзиклу, написаного студентами. Він отримав ступінь магістра міжнародних відносин у Школі міжнародних і громадських відносин Колумбійського університету, який закінчив у 1993 році
Пізніше він почав здобувати ступінь доктора філософії з етнічної приналежності та еритрейського націоналізму в Лондонській школі економіки, але станом на 2022 рік, схоже, так і не отримав ступінь.

## Професійна кар'єра
До обрання в міську раду Лос-Анджелеса Гарсетті був запрошеним викладачем міжнародних відносин в Університеті Південної Каліфорнії та асистентом професора дипломатії та світових відносин у Західному коледжі . Його наукова робота була зосереджена на етнічних конфліктах і націоналізмі в Південно-Східній Азії та Північно-Східній Африці. Протягом цього часу він публікував статті та розділи книг про постконфліктні суспільства, еритрейський націоналізм і ненасильницькі дії. Він працював у каліфорнійській раді Human Rights Watch, і зараз є членом консультативної ради Young Storytellers, некомерційної організації з мистецької освіти, що базується в Лос-Анджелесі. Гарсетті є учасником Міжамериканського діалогу .

## Міська рада Лос-Анджелеса (2001—2013)

### Вибори

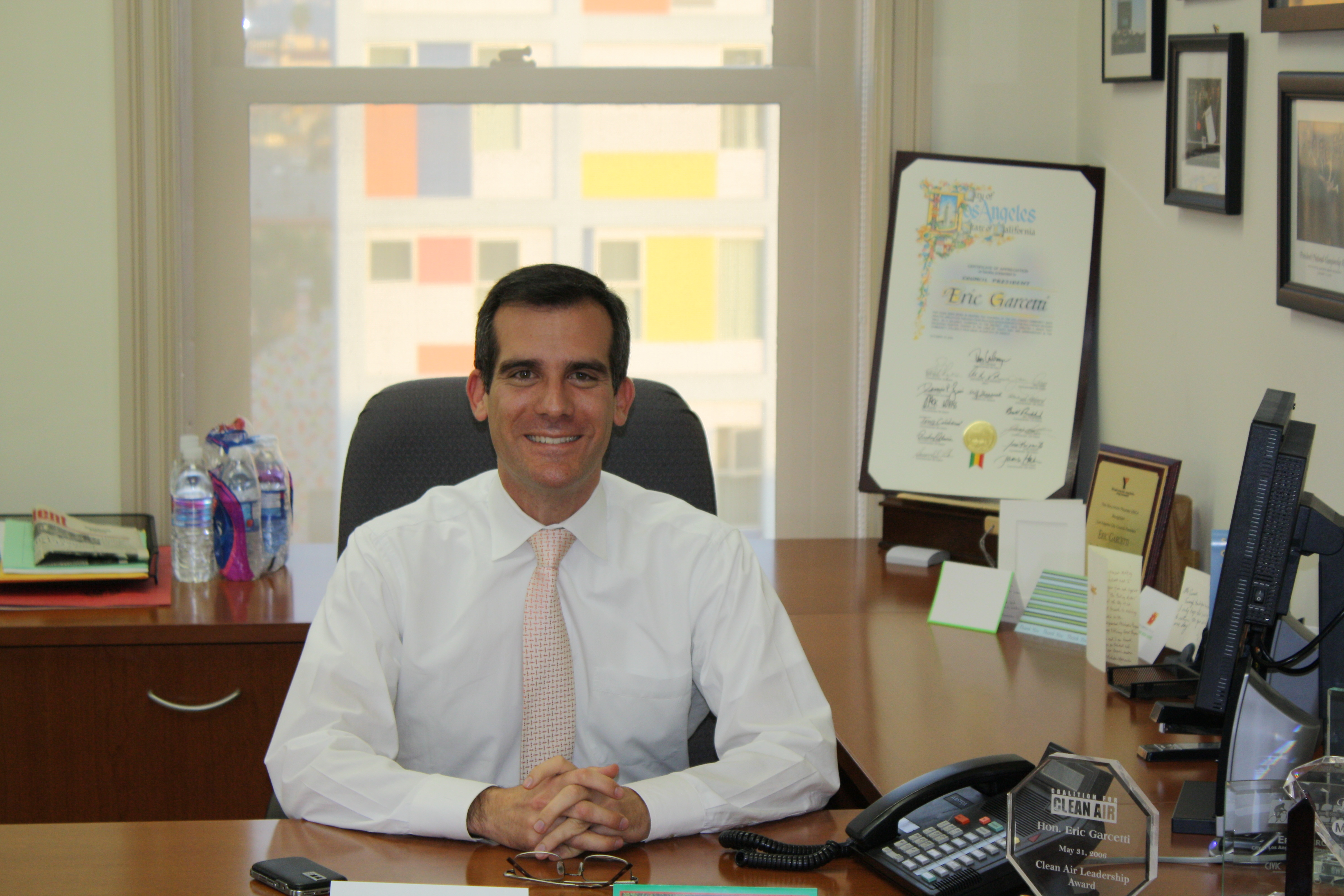
Гарсетті в грудні 2009 року.

13-й виборчий округ до міської ради залишився вакантним після того, як обраний по ньому Джекі Голдберг був обраний до нижньої палати Конгресі Каліфорнії у 2000 році. Гарсетті балотувався на звільнене місце і був обраний у 2001 році, перемігши з невеликим відривом колишнього члена міської ради Майкла Ву 52 % проти 48 %. Він був переобраний знову в 2005 (без опонента від Республіканців) і у 2009 (з 72 % голосів).

### Перебування на посаді

#### Екологічні питання
У 2004 році Гарсетті створив Пропозицію O, облігації міського зливового каналу, метою якого було очищення водних шляхів міста. Виборці схвалили випуск цієї облігації трохи більше як 76 % голосів, що зробило її найбільшою облігацією для фінансування чистої води в Сполучених Штатах.
У 2005 році Гарсетті допоміг заснувати Лос-Анджелесський земельний фонд. Він є автором двох наймасштабніших національних муніципальних постанов про зелене будівництво: перша вимагає, щоб усі міські будівлі були побудовані відповідно до стандарту LEED, а друга вимагає, щоб усі комерційні будівлі площею понад 50 000 фут2 (4 600 м2) у Лос-Анджелесі буде побудовано за стандартом LEED. Він підтримав зміни в міському ландшафтному розпорядженні та сантехнічних кодексах для сприяння збереженню води.
У липні 2010 року Гарсетті, тодішній голова міської ради, послабив постанову про полив газонів 2009 року, дозволивши поливати три дні на тиждень замість двох. Розпорядження, що обмежує полив двома днями на тиждень, було прийнято 13 місяцями раніше мером Антоніо Вільяраїгоса . Незважаючи на те, що це допомогло місту скоротити споживання води та впоратися з триваючою посухою, цей захід був непопулярним і його звинуватили в тому, що він спричиняє коливання тиску та прориви водопровідної магістралі. У редакційній статті Los Angeles Times сказано, що зміни міської ради до розпорядження про поливання стали «посмертним дзвоном для однієї з найкращих колективних екологічних зусиль громадян Лос-Анджелеса».

#### Розвиток міста
Гарсетті працював над тим, щоб історичне філіппінське місто було визнано спільнотою «Заповідна Америка». Він також зіткнувся з громадськістю через забудови, які несподівано знесли та забудували культурні та історичні пам'ятки. Одним із прикладів є три невеликі будинки в історичному районі Сансет-Джанкшн, які були знесені, щоб звільнити місце для будівництва великого кондомініуму, але які фактично залишалися порожньою землею більше десяти років. Прес-секретар Гарсетті висловив розчарування тим, що забудовник вжив заходів, не повідомивши спочатку міську раду, яка обговорювала проблеми громади.
У своєму окрузі Гарсетті допоміг створити Інститут лідерства в районах міста, який готує виборців бути активними громадянами, а також програму «Об'єднання районів для скасування графіті» (UNTAG), завдяки якій кількість графіті в його окрузі зменшилася на понад 78 % у перші чотири роки.
Під час свого першого терміну, будучи головою та членом Комітету з питань житла, громади та економічного розвитку, він допоміг створити цільовий житловий фонд на 100 млн доларів. Він також працював над відновленням району Голлівуд і реформуванням міського податку на бізнес.

## Мер Лос-Анджелеса (2013—2022)

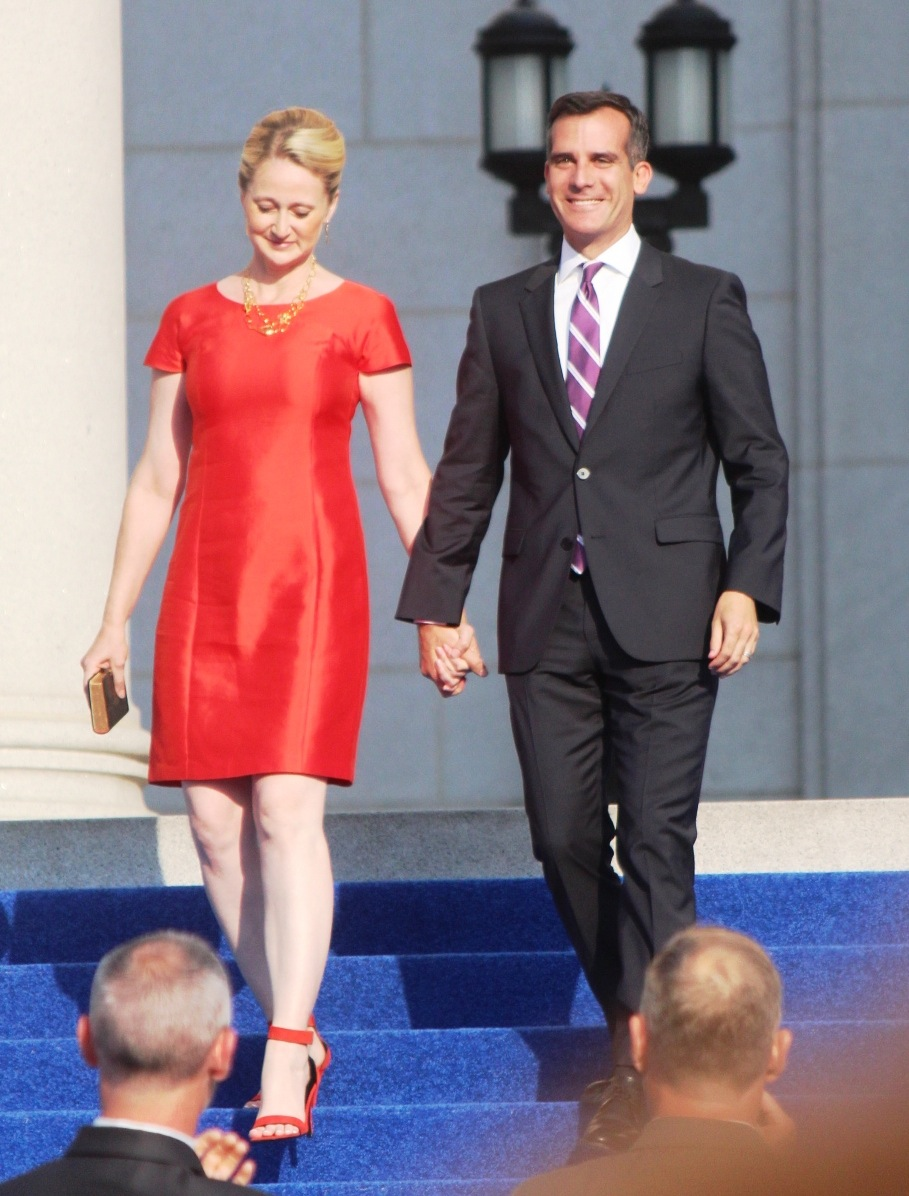
Гарсетті з дружиною Емі Елейн Вейкленд у червні 2013 року.

### Вибори
У зв'язку з тим, що чинний мер Антоніо Вільярайгоса не мав права балотуватися знову через обмеження терміну повноважень, Гарсетті оголосив про висунення своєї кандидатури 8 вересня 2011 року Вибори відбулися 5 березня 2013 року. Оскільки жоден з кандидатів не отримав більшості голосів на першому турі, двоє найкращих (Гарсетті та міський контролер Венді Греуель) вийшли у другий тур . Завдяки підтримці Профспілки вчителів Лос-Анджелеса Гарсетті було обрано 21 травня, з результатом 53,9 % голосів, перемігши Греуеля. Наступного дня він зустрівся з Вільярайгосою, який працював з ним до кінця свого перебування на посаді, щоб покращити передачу посади. Термін повноважень Гарсетті почався 1 липня 2013 року
7 березня 2017 року Гарсетті було переобрано з 81,4 % голосів. Хоча цього разу він уникнув другого туру виборів, явка виборців була відносно низькою — 20 %. У зв'язку зі зміною міського календаря виборів для узгодження виборів мера з виборами в штаті його другий термін мав тривати п'ять років і шість місяців замість звичайних чотирьох років.

### Перебування на посаді
Перебування Гарсетті на посаді мера деякі автори описують як прогресивне та прагматичне. Він цитує свій метод як досягнення балансу в досягненні ліберальних цілей для міста, водночас із більш лібертаріанським підходом до урядової реформи.

#### Бюджетна політика
У доповідній записці в жовтні 2013 року Гарсетті доручив керівникам департаментів розробити початковий проєкт бюджету на основі скорочення на 5 % порівняно з попереднім роком. У квітні 2014 року він оприлюднив остаточний проєкт бюджету на майбутній фінансовий рік, який пропонував скромне збільшення ряду міських послуг і нульове зниження податку на бізнес. Його фінансова пропозиція 8,1 дол мільярда потребувала схвалення міською радою та закривала 242 дол мільйонний розрив «частково внаслідок збільшення прогнозів податкових надходжень і скорочення вакантних посад». Того серпня він оголосив, що розпочне щорічну перевірку кожного генерального менеджера міста в рамках свого зобов'язання покращити підзвітність чиновників Лос-Анджелеса.
Фінансовий план передбачав, що робоча сила міста, яка включала поліцейських і пожежників, не отримає підвищення в наступному році. Одна із запропонованих змін полягала в об'єднанні міської поліції та пожежної диспетчерської служби, щоб оптимізувати та покращити час реагування на дзвінки 911 про надзвичайні ситуації та пожежі. Помічники мера сказали, що на виконання таких змін знадобиться кілька років. Гарсетті сказав, що він сподівається збільшити фінансування Департаменту поліції Лос-Анджелеса, на який вже припадало 44 % бюджету, і більша частина збільшення піде на нові технології для офіцерів. План мав набути чинності 1 липня, додавши вісім годин на тиждень до бібліотеки-філії міста. З 25 до 38 буде збільшено кількість силовиків, призначених для виявлення несанкціонованого будівництва та інших питань районів міста. Він також оголосив про інші зміни, такі як створення на $1,4 мільйона інноваційного фонду для трансформації міських служб, розділивши командну структуру пожежної служби Лос-Анджелеса на чотири географічні регіони та найнявши 140 пожежників, щоб впоратися з виснаженням.

#### Економічна політика
У 2014 році Гарчетті підштовхнув губернатора Каліфорнії Джеррі Брауна збільшити поточну податкову пільгу на виробництво фільмів (яка становила 100 мільйонів доларів щорічно). Пізніше він повідомив, що Браун погодився підтримати розширення податкового кредиту, хоча було незрозуміло, наскільки масштабним буде розширення. Він хотів 420 мільйонів доларів, що дорівнює кредиту від штату Нью-Йорка.

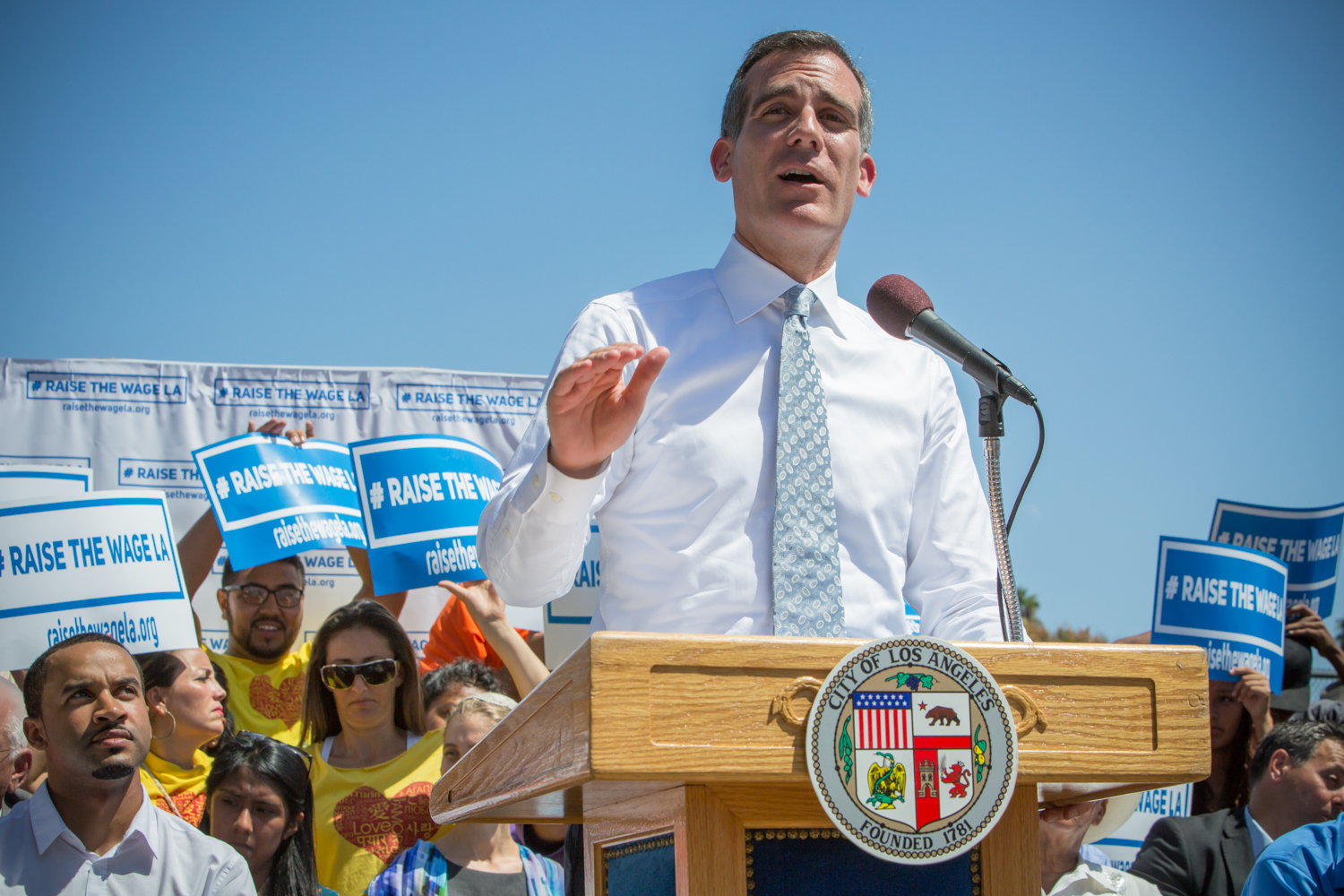
Гарсетті виступає на мітингу за підвищення мінімальної зарплати в 2014 році

У 2014 році Гарсетті закликав встановити мінімальну заробітну плату в Лос-Анджелесі, яка могла досягти 13,25 доларів через три роки. Його підтримали кілька депутатів міської ради, які повинні були схвалити підвищення. Він оприлюднив економічний аналіз, підготовлений вченими Каліфорнійського університету в Берклі, у якому говориться, що «заробітна плата в Лос-Анджелесі в розмірі 13,25 доларів — на 4,25 доларів більше, ніж мінімальна зарплата у штаті Каліфорнія у 9 доларів — значно покращить становище малозабезпечених працівників і накладе мінімальний тягар на підприємців» Керівники бізнесу попереджали, що надто швидке підвищення зарплати може задушити місцеву економіку, яка повільно відновлюється (мінімальна заробітна плата в Каліфорнії тоді становила 9 доларів, причому зросла з 8 доларів лише з 1 липня того року). Запропонований ним указ вимагатиме від компаній підвищення зарплати працівників із мінімальної для штату до щонайменше 10,25 доларів у 2015 році, 11,75 доларів у 2016 році та 13,25 доларів у 2017 році. Починаючи з 2018 року, додаткові коригування в Лос-Анджелесі будуть автоматично прив'язані до індексу інфляції. Пізніше того ж місяця він висловив свою підтримку міській раді щодо голосування за новий загальноміський закон, який вимагає від великих готелів платити 15,37 доларів за годину, додавши, що це не суперечитиме його прагненню підвищити мінімальну зарплату в місті. Він приєднався до руху Fight for 15, коли в 2015 році підписав закон про поступове підвищення мінімальної зарплати в Лос-Анджелесі до 15 доларів на годину.

#### Проблема безхатьків

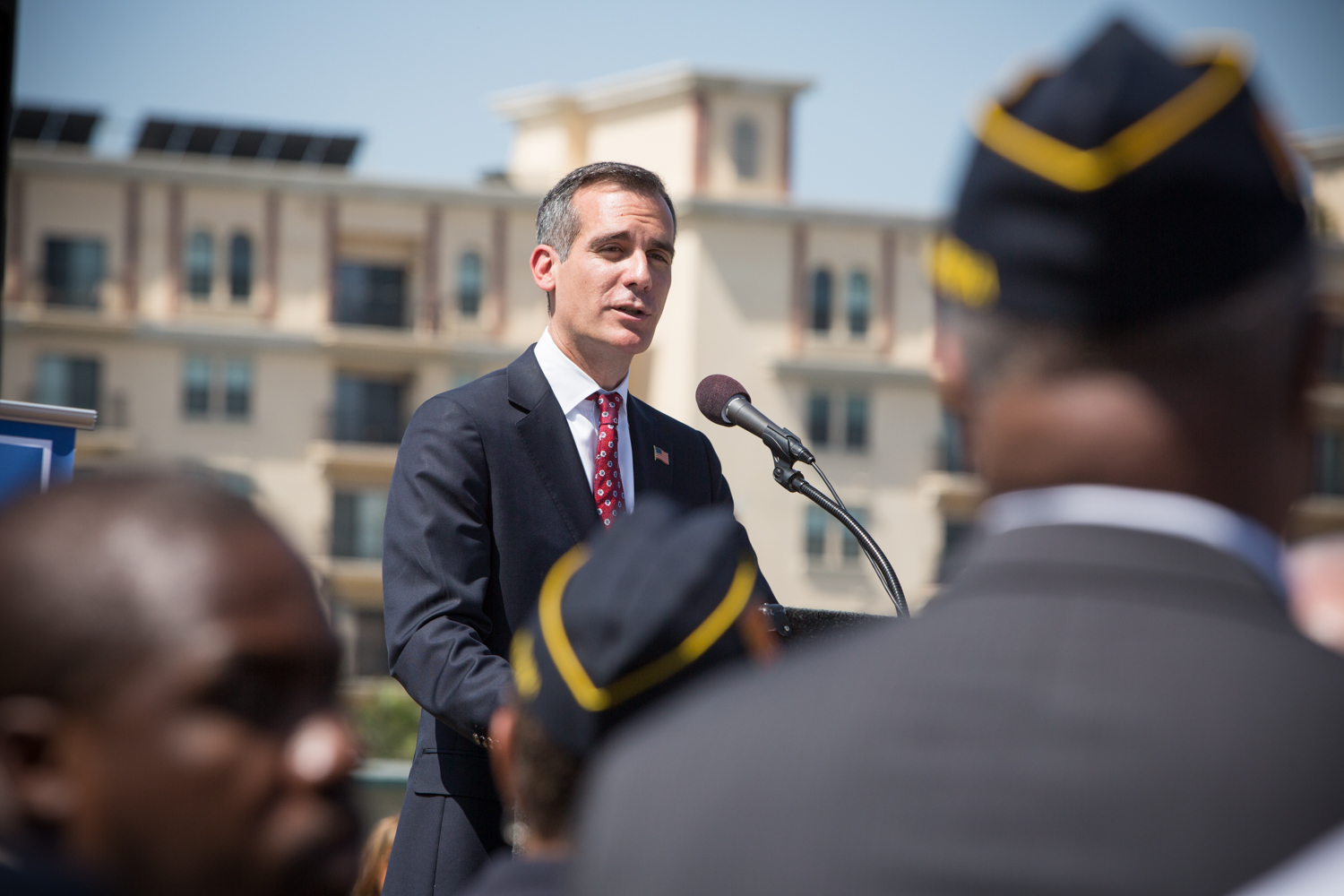
Гарсетті святкує річницю Ініціативи найму ветеранів «10000 Strong»

У червні 2014 року Гарсетті, назвавши тривалий час очікування в системі охорони здоров'я Великого Лос-Анджелеса неприйнятним, пообіцяв забезпечити 10 000 робочих місць для ветеранів до 2017 року Він також прийняв завдання адміністрації Обами покінчити з безпритульністю ветеранів у Лос-Анджелесі протягом 17 місяців, заявивши, що він не погодиться з тим, що «ветерани живуть у нашому місті без власного житла».
Результати ініціатив були неоднозначними. З одного боку, ініціатива створення робочих місць, яка пропонує податкові пільги роботодавцям, які наймають ветеранів, була загалом успішною, навіть перевершивши початкову мету Гарсетті. Але реалізувати житлову ініціативу було складніше. У 2017 році в інтерв'ю Los Angeles Times Гарсетті сказав, що він домагається отримання кредиту, щоб забезпечити житлом 8000 ветеранів, а також переконати виборців прийняти пропозицію HHH у 2016 році, яка мала на меті різке збільшення кількості квартир, побудованих у місті. Однак, незважаючи на те, що цей захід було схвалено переважною більшістю, фінансування, виділене за Пропозицією HHH, могло потенційно не досягти 10 000 квартир, які планувалося побудувати.
Дослідження, опубліковане в червні 2019 року Управлінням служби бездомних Лос-Анджелеса (LAHSA), показало, що кількість бездомних зросла на 16 відсотків порівняно з попереднім роком і склала майже 60 000 бездомних на вулицях Лос-Анджелеса. Гарсетті відповів на звіт, сказавши, що «стрімке зростання орендної плати в усьому штаті та припинення інвестицій у доступне житло на федеральному рівні в поєднанні з епідемією невилікуваних травм і психічних захворювань штовхають людей до бездомності швидше, ніж їх можна звідти витягнути».

#### Імміграційна політика
У липні 2014 року Гарсетті оголосив, що Департамент поліції Лос-Анджелеса припинить задовольняти більшість федеральних запитів щодо затримання заарештованих, щоб вони могли бути розслідувані на предмет депортації. Він заявив, що Лос-Анджелес об'єднується з іншими юрисдикціями, щоб покласти край практиці затримання людей за незаконне перебування в Сполучених Штатах без судового розгляду, і сказав, що політика затримання коштує дорого місцевій владі та підриває довіру громадськості до поліцейського управління. «Федеральний уряд має розкіш чекати, щоб діяти», — сказав він. «Тут, на місцевому рівні, ми виконуємо те, що має робити федеральний уряд». Пізніше того ж місяця він підтвердив, що Лос-Анджелес допоможе надати притулок дітям-іммігрантам, які були затримані після перетину кордону, і розпочав переговори з федеральним агентством про це.
Гарсетті працював разом із інспектором округу Лос-Анджелес Хільдою Соліс над створенням Фонду правосуддя Лос-Анджелеса на 10 мільйонів доларів, який надає юридичні послуги нелегальним іммігрантам, яким загрожує депортація. У квітні 2019 року Гарсетті виступив проти президента Дональда Трампа щодо його плану звільнити затриманих іммігрантів у міста-заповідники, назвавши його стратегію «ненависницькою» та «марною тратою часу».

#### Олімпійська заявка
У липні 2016 року Гарсетті був частиною делегації з 25 осіб з Лос-Анджелеса до Ріо-де-Жанейро для просування заявки свого міста на проведення літніх Олімпійських ігор 2024 року. У листопаді того року він разом із шестиразовою володаркою золотих медалей спринтеркою Еллісон Фелікс виступив перед багатьма олімпійськими лідерами та спортивними чиновниками на генеральній асамблеї Асоціації національних олімпійських комітетів у Досі, Катар.
Зрештою, Міжнародний олімпійський комітет вирішив зробити Париж господарем Ігор 2024 року, а Лос-Анджелесу присудив проведення літніх Олімпійських ігор 2028 року . Готуючись до проведення ігор, Garcetti запустив ініціативу «Двадцять вісім до 28», яка надає прискорений пріоритет найважливішим проектам транспортної інфраструктури міста. Він також призначив колишнього посла Ніну Хачігіан заступником мера з міжнародних справ для допомоги в координації Олімпіади, а також у розширенні глобальних зв'язків міста в цілому.

#### Відносини з поліцією

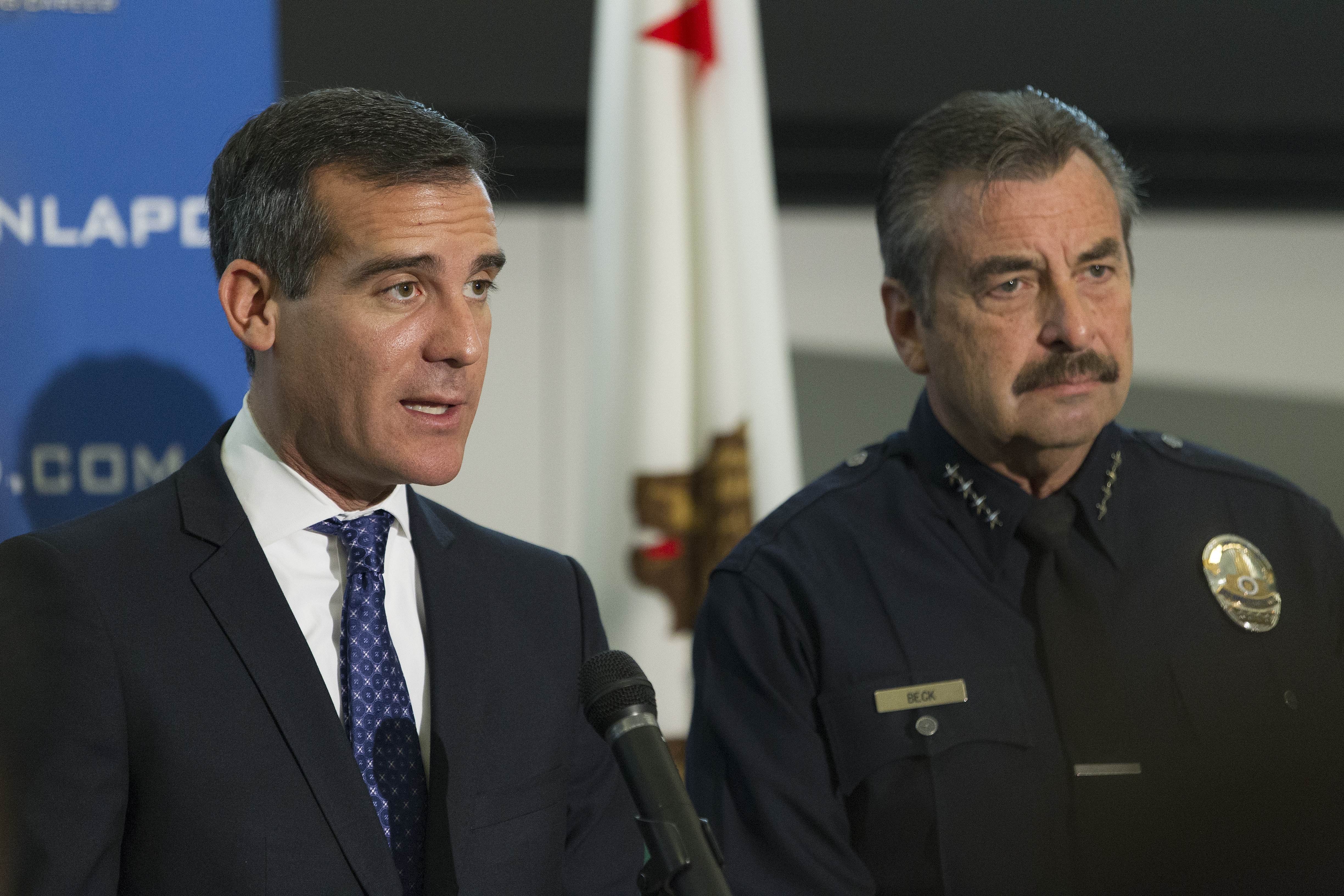
Гарсетті з начальником поліції Чарлі Беком обговорюють статистику злочинності у 2014 році

У липні 2014 року Ліга захисту поліції Лос-Анджелеса оголосила про свої плани подати скаргу про несправедливу трудову практику до міської ради зі зв'язків із працівниками, щоб завадити Гарсетті та начальнику поліції Чарлі Беку безпосередньо обговорювати з поліцейськими запропонований однорічний контракт, який було раніше відхилено. Пропозиція передбачала 70 дол мільйонів понаднормових за той рік і 50 дол мільйонів, щоб викупити частину із 120 доларів мільйон понаднормових, але не містив компенсації за зростання вартості життя.
Інші значні зміни, внесені в департамент під час мерства Гарсетті, включають придбання 7000 нагрудних відеореєстраторів для міських патрульних, а також додавання понад 200 офіцерів до столичного відділу LAPD для контролю за рівнем злочинності, який зріс у 2014 році.
У червні 2020 року після кампанії, проведеної коаліцією громадських груп, зокрема Black Lives Matter, Гарсетті оголосив про скорочення бюджету департаменту поліції Лос-Анджелеса на 150 мільйонів доларів (поліція Лос-Анджелеса мала отримати значне збільшення свого річного бюджету з 1,189 мільярда доларів у 2019 році до 1,86 мільярда доларів). у 2020 році, причому більша частина піде на премії новим поліцейським). Гарсетті оголосив, що кошти будуть перенаправлені на громадські ініціативи.

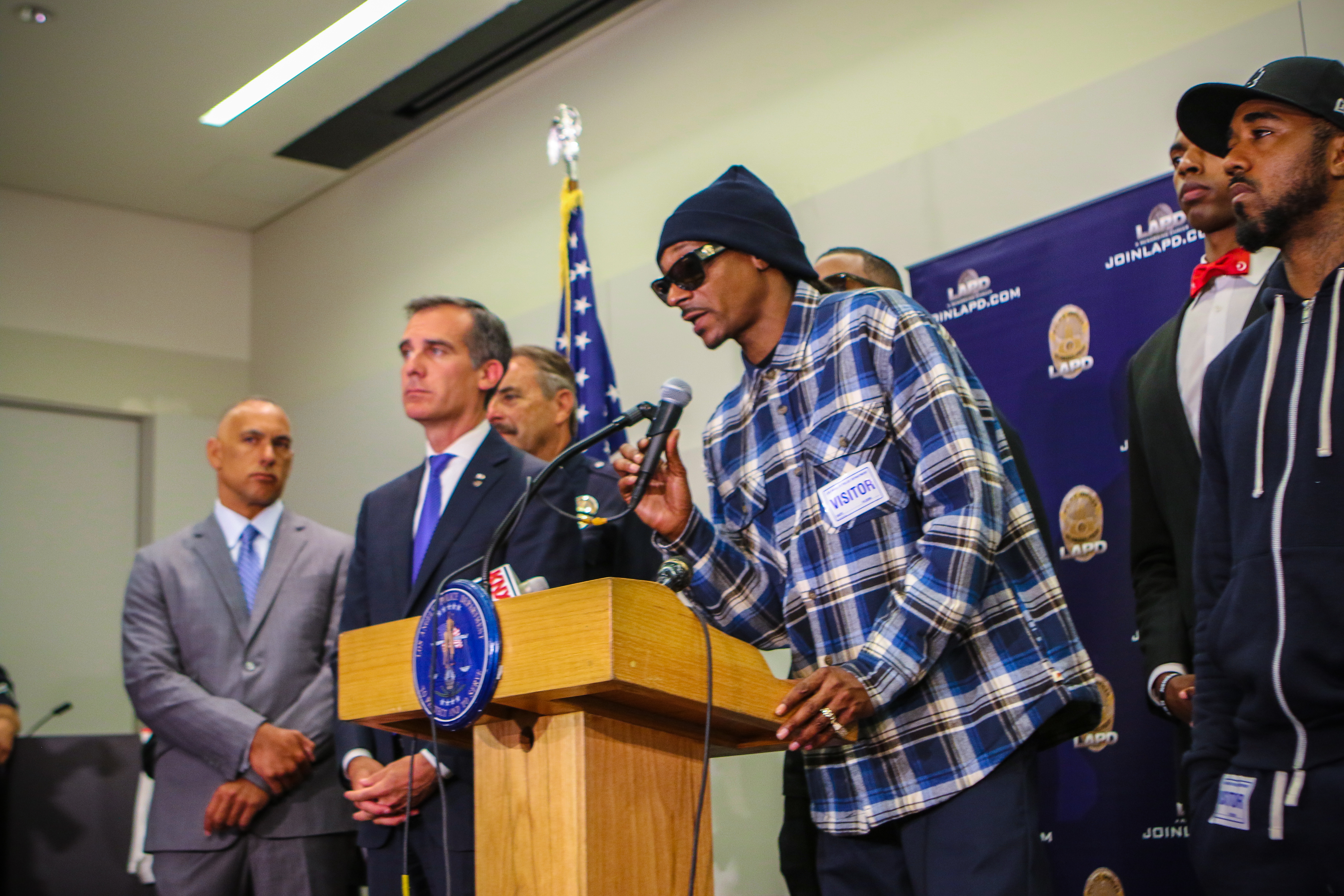

#### Стійкість
У свій перший повний день на посаді мера Гарсетті оголосив, що Лос-Анджелес починає відмовлятися від своєї культури володіння автомобілями та зосереджується на « прохідності та транспорті». Він закликав розробити плани зробити кілька десятків бульварів більш гостинними для пішоходів, велосипедистів і малого бізнесу.
У квітні 2014 року Гарсетті підписав нову угоду про франчайзинг відходів, згідно з якою планувалося поширити переробку на підприємства та квартири. Він заявив, що його мета полягає в тому, щоб 90 % усього сміття перероблялося до 2025 року Того ж року Гарсетті разом із мером Х'юстона Анніс Паркер і мером Філадельфії Майклом Наттером заснували Національну програму дій мерів стосовно клімату. Асоціація складається з 379 мерів Сполучених Штатів, які мають на меті скорочення викидів парникових газів . Вона віддана дотриманню цілей Паризької угоди щодо зміни клімату щодо викидів і виступає проти рішення адміністрації Трампа вийти з угоди.

#### Міський розвиток і транзит

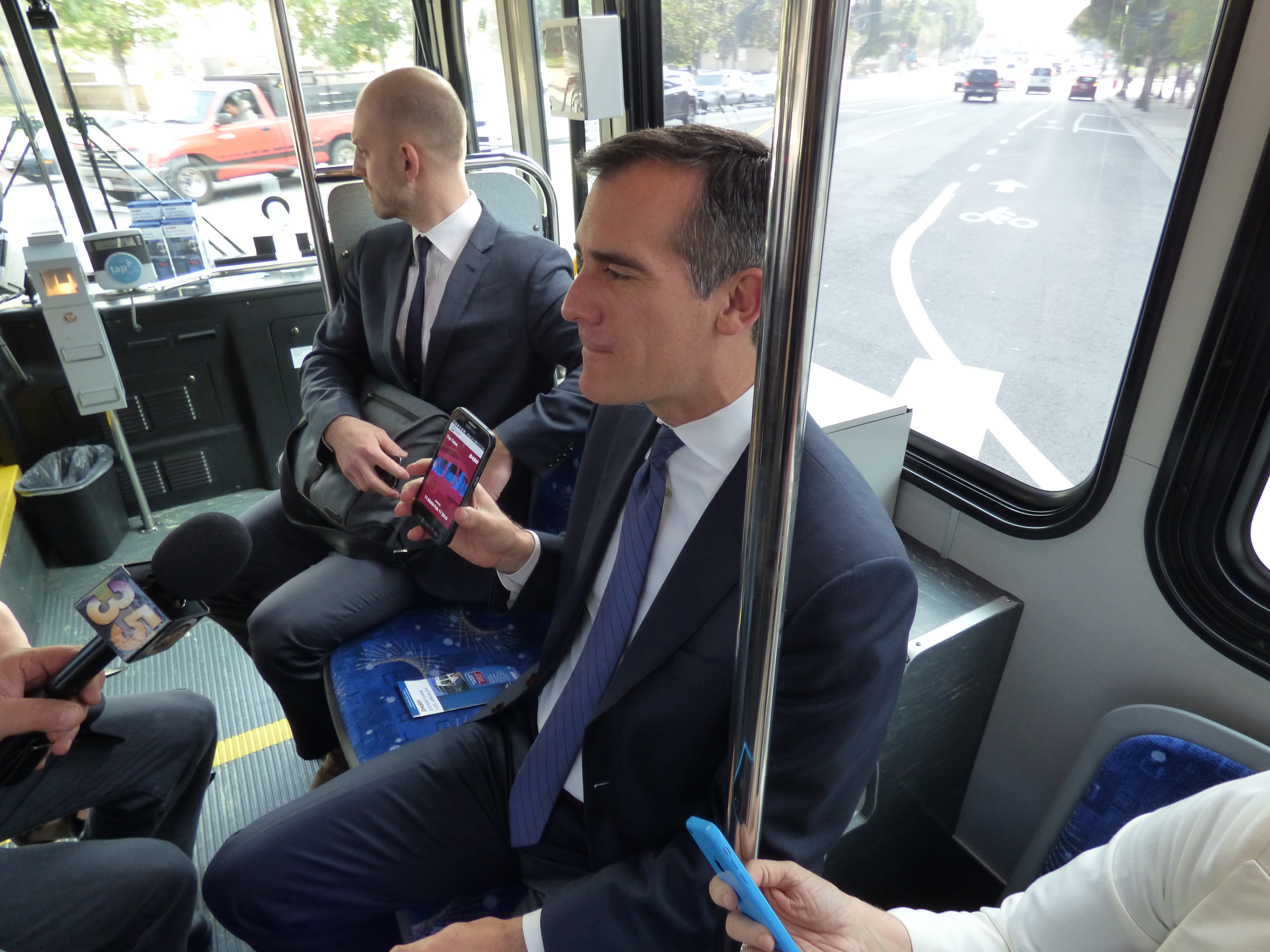
Гарсетті анонсує новий мобільний додаток LADOT під час їзди в громадському транспорті в 2015 році

У січні 2014 року Гарсетті оголосив про новий план із захисту від землетрусів, відзначаючи 20-ту річницю руйнівного землетрусу в Нортріджі.
У червні 2014 року Гарсетті обрав Селету Рейнольдс керувати Департаментом транспорту Лос-Анджелеса (LADOT). Пізніше того ж року мерія та LADOT оприлюднили стратегічний план спільний з Vision Zero що мав на меті усунення всіх смертельних випадків на дорогах до 2025 року. Vision Zero — це міжнаціональний проект безпеки дорожнього руху, який спрямований на створення системи автошляхів без смертельних випадків або серйозних травм під час дорожнього руху.
Гарсетті публічно заохочував співпрацю Корпорації з відновлення річки Лос-Анджелеса з архітектором Френком Гері над проектом River LA . River LA — некомерційна організація, яка працює над відновленням річки Лос-Анджелес .

## Загальнонаціональна та міжнародна політика

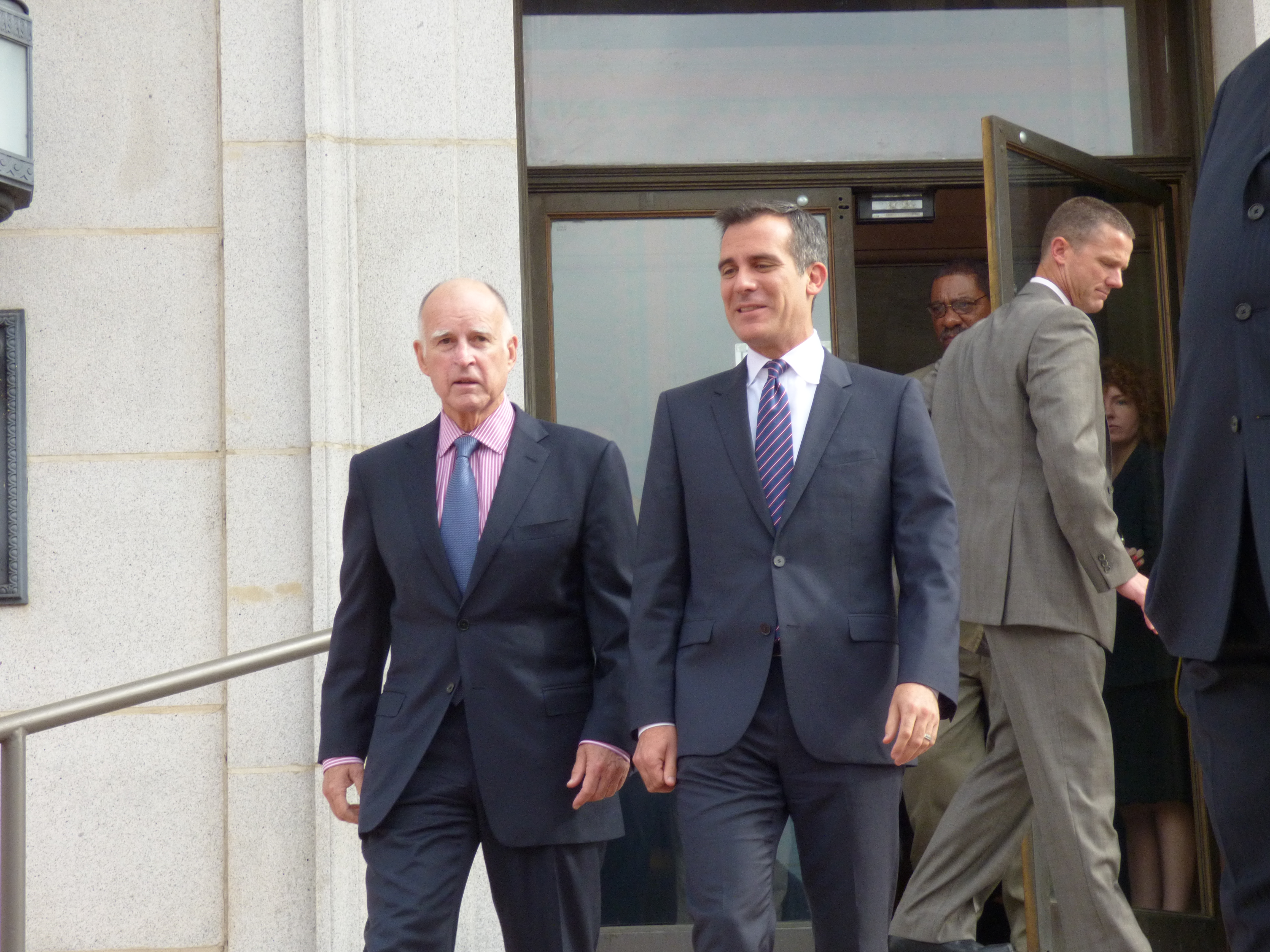
Ерік Гарсетті з губернатором Каліфорнії Джері Брауном.

Гарсетті підтримав Барака Обаму на початку весни 2007 року і був головою Південної Каліфорнії та одним із шести співголів штату в кампанії Обами . Він відвідав Айову, Неваду та шість інших штатів і часто був спікером (англійською та іспанською мовами) для кампанії. Він був суперделегатом під час Національного з'їзду Демократичної партії 2008 року та був обраний головою Демократичної муніципальної влади, організації, пов'язаної з Національним комітетом Демократичної партії, яка представляє всіх місцевих обраних демократів у Сполучених Штатах.
Гарсетті є явним противником сепаратистського руху «Так, Каліфорнія», кажучи: «Я надто люблю цю країну, щоб навіть думати про вихід зі складу США. Я хочу бути частиною Америки, яка продовжує захищати всіх нас, а не „забити“ на всіх наших друзів по всій країні».
22 вересня 2019 року Гарчсетті був присутній на мітингу прем'єр-міністра Вірменії Нікола Пашиняна в Гранд-парку . Він заявив: «З цим прем'єр-міністром у Вірменії настав новий сонячний день, день демократії, день відкритості, день припинення корупції, день, коли ми можемо сказати в Лос-Анджелесі, що настав час для ми збираємося відвідати, інвестувати, підтримувати, допомагати новій Вірменії рости, підніматися, підніматися під керівництвом цього прем'єр-міністра». У жовтні 2020 року Гарсетті висловив підтримку Вірменії в нагірно-карабахському конфлікті, сказавши: «Я закликаю наших лідерів у Вашингтоні проводити постійну та сувору дипломатичність, необхідну для встановлення миру в регіоні Арцах . Туреччина повинна відійти».

### Адміністрація Байдена
9 січня 2020 року Гарсетті публічно підтримав Джо Байдена як кандидата в президенти від Демократичної партії 2020 року. Наприкінці квітня 2020 року Гарсетті був призначений членом перевірочної комісії для вибору ймовірного кандидата в президенти від Демократичної партії за квотою Джо Байдена . У листопаді Гарсетті було названо кандидатом на посаду міністра транспорту в адміністрації Байдена, але він зіткнувся з масовими протестами в Лос-Анджелесі проти цієї кандидатури. Гарсетті стверджував, що відхилив пропозицію посіти цю посаду, запропоновану обраним президентом Байденом, хоча він відмовився говорити про будь-які деталі.

#### Посол в Індії
У травні 2021 року повідомлялося, що президент Байден розглядає Гарсетті як посла США в Індії . 9 липня 2021 року Байден офіційно оголосив про призначення Гарсетті на цю посаду, а його кандидатуру було надіслано до Сенату через кілька днів, 13 липня 2021 року. Слухання щодо його кандидатур відбулися в Комітеті Сенату з міжнародних відносин 14 грудня 2021 року. 12 січня 2022 року комітет із закордонних справ Сенату схвалив його кандидатуру
22 травня 2022 року CBS News посилався на звіти лідера більшості в Сенаті США Чака Шумера, який визнав, що йому не вистачило голосів, щоб Сенат ухвалив кандидатуру Гарсетті. 3 січня 2023 року Сенат повернув кандидатуру Гарсетті до Білого дому, оскільки термін відведний на її висунення закінчився.
Того ж дня президент Байден повторно висунув Гарсетті. 24 лютого 2023 року сенатор Марко Рубіо ще раз відклав кандидатуру Гарсетті через скандал із сексуальними домаганнями. 8 березня 2023 року Комітет Сенату з міжнародних відносин висунув його кандидатуру 13 проти 8 голосів, а сенатори Тодд Янг і Білл Хегерті підтримали його кандидатуру. 15 березня 2023 року Сенат Сполучених Штатів ініціював закриття його кандидатури 52-42 голосами. Пізніше того ж дня його кандидатуру підтвердили 52-42 голосами. Ерік Гарсетті вручив вірчі грамоти президенту Індії Друпаді Мурму 11 травня 2023 року

## Особисте життя
Гарсетті — фотограф, джазовий піаніст і композитор. З 2005 по 2013 рік він служив лейтенантом Корпусу інформаційного домінування резерву ВМС США 4 січня 2009 року він одружився зі своєю давньою партнеркою Емі Елейн Вейкленд. Вона — стипендіатка Rhodes Scholar, познайомилася з Гарсетті під час навчання в Оксфорді. У них є одна донька Мая Хуаніта, яку удочерили. Її хрещеним батьком є актор Еван Арнольд, який був другом Гарсетті ще з молодших класів середньої школи. Гарсетті та його дружина також виховали сімох дітей. До обрання мером він і його сім'я жили в Echo Park.
Він відвідує служби в IKAR, постденомінаційній єврейській конгрегації, заснованій рабинкою Шарон Брус, і двічі на тиждень вивчає з нею Талмуд. Він щодня спілкується з нею для релігійного керівництва. Гарсетті сказав: «Мої батьки не сповідують (юдаїзм), ніхто з них… ми святкували Песах і Хануку. Я пішов до єврейського табору. Я думаю, що пізніше в житті я став більш практикуючим євреєм або віруючим. Я прийшов до моєї віри в коледжі». Його сестра, Дана Гарсетті-Болдт, колишня заступниця окружного прокурора округу Лос-Анджелес; пізніше вона стала акупунктуристкою. Зараз вона працює радницею інспектора округу Лос-Анджелес Дженіс Хан.